# Yákov Málik
Yákov Aleksándrovich Málik (en ruso: Я́ков Алекса́ндрович Ма́лик) (Járkov, 6 de diciembre de 1906-Moscú, 11 de febrero de 1980) fue un diplomático soviético.

## Biografía
Asistió al Instituto de Economía Nacional de Járkov, graduándose en 1930. Entre 1930 y 1935 trabajó como economista y funcionario del Partido Comunista de la Unión Soviética en Járkov. Posteriormente, asistió al Instituto Soviético de Asuntos Exteriores en la Universidad de Moscú en 1937, año en el que ingresó al Comisariado del Pueblo de Asuntos Exteriores, donde fue asistente del jefe del departamento de prensa.
Entre 1939 y 1942, fue consejero de la embajada soviética en Japón, desde mayo de 1942 hasta agosto de 1945 embajador en Japón, cuando se produce la ruptura de las relaciones soviético-japonesas en el marco de la Segunda Guerra Mundial. Desde agosto de 1945 hasta 1946 fue asesor político del representante de la Unión Soviética en el Consejo Aliado para Japón.
Fue embajador soviético en las Naciones Unidas desde 1948 hasta 1952, y desde 1968 hasta 1976. También fue viceministro de relaciones exteriores soviético entre 1946 y 1953, y nuevamente desde 1960, hasta su fallecimiento en 1980.
En 1949, participó en las negociaciones para finalizar el bloqueo de Berlín.
En el momento de discutirse la Resolución 82 del Consejo de Seguridad de las Naciones Unidas, el 25 de junio de 1950, Málik se encontraba boicoteando desde enero de ese año la participación soviética en el Consejo de Seguridad por la presencia del representante de la República de China (gobierno nacionalista). Su ausencia permitió que la resolución se aprobara con nueve votos a favor. Regresó al Consejo de Seguridad el 4 de agosto de 1950, solicitando que las tropas extranjeras abandonasen la península de Corea. Posteriormente también denunció la actuación del general Douglas MacArthur.
El 23 de junio de 1951, propuso un armisticio en la Guerra de Corea entre China y Corea del Norte por un lado, y Corea del Sur, Estados Unidos y otras fuerzas de las Naciones Unidas por el otro.
Fue presidente del Consejo de Seguridad de las Naciones Unidas durante los meses de agosto de 1948, agosto de 1950, junio de 1951, junio de 1952, abril de 1968, septiembre de 1969 diciembre de 1970, marzo de 1972, junio de 1973, agosto de 1974 y noviembre de 1975.
Entre 1953 y 1960 fue embajador de la Unión Soviética en el Reino Unido. Entre 1952 y 1961 también fue miembro suplente del Comité Central del Partido Comunista de la Unión Soviética.
En 1976, tiempo antes de finalizar su segundo período como representante ante la ONU, sufrió un accidente de tráfico en Long Island, donde su esposa fue gravemente herida.

## Condecoraciones
Recibió dos Órdenes de Lenin, la Orden de la Bandera Roja del Trabajo y la medalla "Por Trabajo Valiente en la Gran Guerra Patriótica de 1941-1945".